# لینکلوزامیدها

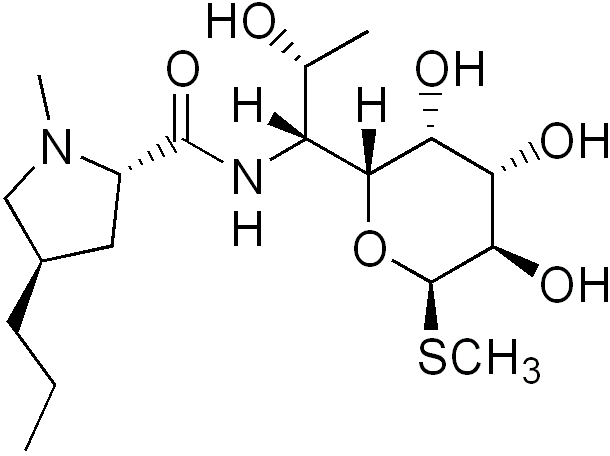
لینکومایسین

کلیندامایسین

لینکلوزامیدها (انگلیسی: Lincosamides) دسته ای از آنتی‌بیوتیک‌ها شامل لینکومایسین، کلیندامایسین و پیرلیمایسین است.